# Kaspar Zehnder
Kaspar Zehnder (* 27. August 1970 in Riggisberg) ist ein Schweizer Dirigent und Flötist.

## Leben
Kaspar Zehnder ist der Sohn der Sopranistin Ursula und des Arztes Heinz Zehnder. Er lebt mit seiner Frau, der rumänischen Flötistin Ana Oltean, und seinen zwei Kindern in Bern.
Zehnder besuchte das Gymnasium Neufeld in Bern. Anschliessend studierte er am Konservatorium (heute Hochschule der Künste Bern) und schloss mit dem Konzertdiplom für Flöte (unter Heidi Indermühle) und für Dirigieren (unter Ewald Körner) ab. Weitere Lehrer waren Agathe Rytz-Jaggi (Klavier), Peter Streiff und Arthur Furer (Musiktheorie). Als wichtige Impulsgeber seiner beginnenden Karriere bezeichnet er die Dirigenten Ralf Weikert, Charles Dutoit, Werner Andreas Albert und Horst Stein und den Flötisten Aurèle Nicolet.

## Karriere
Erste Erfahrung als Dirigent gewann Zehnder mit dem Kammerorchester Neufeld Bern (das aus Schülern des Gymnasiums Neufeld hervorgegangen war), dem Kammerorchester von Burgdorf BE und dem Orchester der Hochschule für Künste Bern (Leitung 1997 bis 2006). Ein erster Höhepunkt war die künstlerische Leitung des Sommerfestivals Murten Classics in Murten, die er 1999 übernahm und bis 2020 ausführte. Berufungen an ausländische Orchester folgten 2002 (Erster ständiger Gastdirigent der Philharmonie in Sibiu, bis 2007) und 2005 (Chefdirigent der Prager Kammerphilharmonie (Pražská komorní filharmonie), bis 2008). Regelmässig trat er seither als Gastdirigent von Orchestern vor allem in Europa, z. B. Frankreich, Deutschland, Dänemark, Italien, Spanien, Polen, Tschechische Republik, Slowakei, Rumänien und in der Schweiz auf. Von 2004 bis 2012 war Zehnder musikalischer Leiter im Zentrum Paul Klee in Bern. Neben seinen solistischen Auftritten als Flötist tritt er regelmässig mit dem Ensemble 'mit vier' und dem Ensemble Paul Klee auf. Seit 2012 ist Zehnder Chefdirigent des Sinfonie-Orchesters Biel Solothurn und vertritt gleichzeitig die Funktion Direktor Konzerte. Seit 2018 ist er zudem Chefdirigent der Philharmonie Hradec Králové.
Zehnder arbeitet mit Solisten wie Patricia Kopatchinskaja, Magdalena Kožená, Judith Jáuregui, Natalia Gutman, Viviane Chassot, Elisabeth Leonskaja, Rachel Harnisch, Radek Baborák, Jiří Bárta, Jana Boušková, Viviane Hagner, Konstantin Lifschitz, Sergei Chatschatrjan, Isabelle van Keulen, Marianne Pousseur, Antoine Tamestit und Anaïs Gaudemard zusammen.

## Repertoire
Zu seinem Repertoire von gehören Orchesterwerke mit Schwerpunkten bei Wolfgang Amadeus Mozart, Antonín Dvořák, Willy Burkhard, Frank Martin, Bohuslav Martinů, Johann Sebastian Bach, Georg Friedrich Händel, Ludwig van Beethoven, Joseph Haydn, Felix Mendelssohn Bartholdy, Camille Saint-Saëns, Pjotr Iljitsch Tschaikowski, Benjamin Britten, aber auch Raritäten wie die sechs von Kaspar Zehnder in der Universitätsbibliothek Lausanne entdeckten Sinfonien des Schweizer Spätromantikers Joseph Lauber, welche er für das Label Schweizer Fonogramm aufgenommen hat.
Im Bereich der Oper hat Zehnder in den letzten Jahren folgende Werke dirigiert: Carmen 2010 beim Festival Murten Classics, Les Contes d’Hoffmann 2011 in Paris, Le nozze di Figaro 2011 an der Litauischen Nationaloper und Das Tagebuch der Anne Frank 2011 im Zentrum Paul Klee Bern. Zum 25-jährigen Jubiläum der Murten Classics 2013 folgte eine halbszenische Produktion von Così fan tutte mit dem Orchestre der Opéra de Rouen (Regie: Dieter Kaegi) und im Juni 2014 eine konzertante Aufführung von Berlioz’ La damnation de Faust in Biel. Im Oktober 2014 wurde unter Zehnders musikalischen Leitung Antonín Dvořáks Rusalka in der Kammerversion von Marián Lejava in Biel/Solothurn uraufgeführt. Ebenfalls als Uraufführung folgten 2017 Jost Meiers Marie und Robert und 2020 Herzog Blaubarts Burg in der Kammerfassung von Eberhard Kloke. Eine regelmässige Zusammenarbeit mit dem Regisseur Joël Lauwers bindet ihn an die Opéra de Metz (Die Entführung aus dem Serail, Il barbiere di Siviglia, Le nozze di Figaro).

## Diskografie
- CD Vol. III – Joseph Lauber (1864 – 1952) Sinfonien Nr. 4 und 5, 2021
- CD Vol. II – Joseph Lauber (1864 – 1952) Sinfonien Nr. 3 und 6, 2021
- CD Vol. I – Joseph Lauber (1864 – 1952) Sinfonien Nr. 1 und 2, 2021
- Bach Trio Sonatas | Kaspar Zehnder, Ana Oltean, Vital Julian Frey, 2020
- Giovanni Bellucci - BEETHOVEN - SOBS - Kaspar Zehnder, 2020
- Mozart Double concerti K. 365, K. 5050 & K. Anh. 56/315f, 2020
- Jaël - Orkestra – Live, 2020
- Robert Radecke (1830 - 1911) Orchesterwerke cpo, 2016
- Concertos Weiner - Klepper - Bloch - Schulhoff Arco Diva 2013
- Scheherazade ArtAct -Junge Philharmonie Valiant, 2012
- Hans Huber | Quintett und Sextett für Bläser und Klavier Musiques Suisses, 2011
- Italian Masterpieces for clarinet or basset horn and orchestra Sterling, 2011
- Soirée Magdalena Kožená & Friends, 2010
- Concertos for Clarinet and Orchestra Sheva Collection, 2010
- Classical & Early Romantic Clarinet Concertos Euro-Classics, 2006
- Schweizer Kammerorchester | Karneval der Tiere Euro-Classics, 2005
- Ici Ailleurs | Suisse Arménie, 2004
- Arthur Furer | Orchestermusik CD2 Müller & Schade, 2004
- Martin - Franck - Prokofiev Müller & Schade, 2000
- Oeuvre pour flûte et piano pan classics, 1998